# 铁硫蛋白
铁硫蛋白（英語：Iron-sulfur protein，或称为铁硫蛋白质）是一类蛋白质，其特征是其中存在着铁-硫簇，铁-硫簇中含有与硫连接着的二、三或四个铁中心，并可处于各种变化的氧化态上。铁-硫簇存在于多种金属蛋白之中，例如铁氧还蛋白、氢化酶、辅酶Q-细胞色素c氧化酶、琥珀酸脱氢酶，和固氮酶等。铁硫蛋白是粒線體中执行氧化磷酸化過程的重要成员，像電子傳遞鏈中的第一蛋白複合體（Complex I）及第二蛋白複合體（Complex II）都含有鐵硫簇。此外，像是順烏頭酸酶和SAM依賴蛋白中也有鐵硫簇，另外硫辛酸及生物素的合成也牽涉到鐵硫簇。可見鐵硫簇的作用範圍包括呼吸作用、光合作用、羟化作用以及细菌的氢和氮的固定。
鐵硫蛋白可用基因表現來調控，且容易被一氧化氮破壞。
由于这些蛋白质在大多数生物体的代谢途径上的普遍性，导致一些科学家理论化铁-硫化合物在铁-硫世界理论中的生命起源的探讨中扮演重要角色。

## 结构模体
在几乎所有的铁硫蛋白中，Fe中心都是四面体，末端配体是半胱氨酸残基的硫醇基硫中心。 硫化物基团是两个或三个配位的。 具有这些特征的三种不同类型的Fe–S簇最为常见。

### 2Fe–2S簇

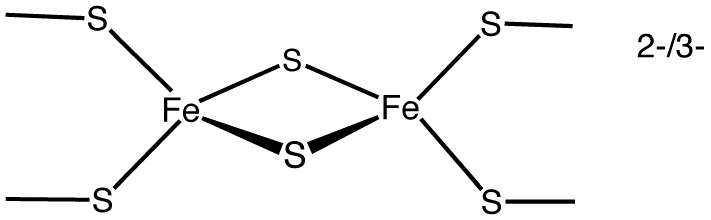
2Fe–2S簇

最简单的多金属系统[Fe2S2]簇由两个铁离子组成，两个铁离子桥接两个硫离子，并由四个半胱氨酸配体（在Fe2S2铁氧还蛋白中）或两个半胱氨酸和两个组氨酸（在里斯克蛋白质中）配位。 被氧化的蛋白质包含两个Fe3+离子，而被还原的蛋白质包含一个Fe3+和一个Fe2+离子。 这些物质以两种氧化态(FeIII)2和FeIIIFeII存在。 CDGSH铁硫结构域也与2Fe-2S簇相关。

### 4Fe–4S簇
一个常见的模体具有四个铁离子和四个硫化物离子，它们位于立方体式簇的各个顶点上。 Fe中心通常由半胱氨酰基配体进一步配位。 [Fe4S4]电子转移蛋白（[Fe4S4]铁氧还蛋白）可以进一步细分为低电位（细菌型）和高电位（HiPIP）铁氧还蛋白。低电位和高电位铁氧还蛋白与以下氧化还原方案相关：

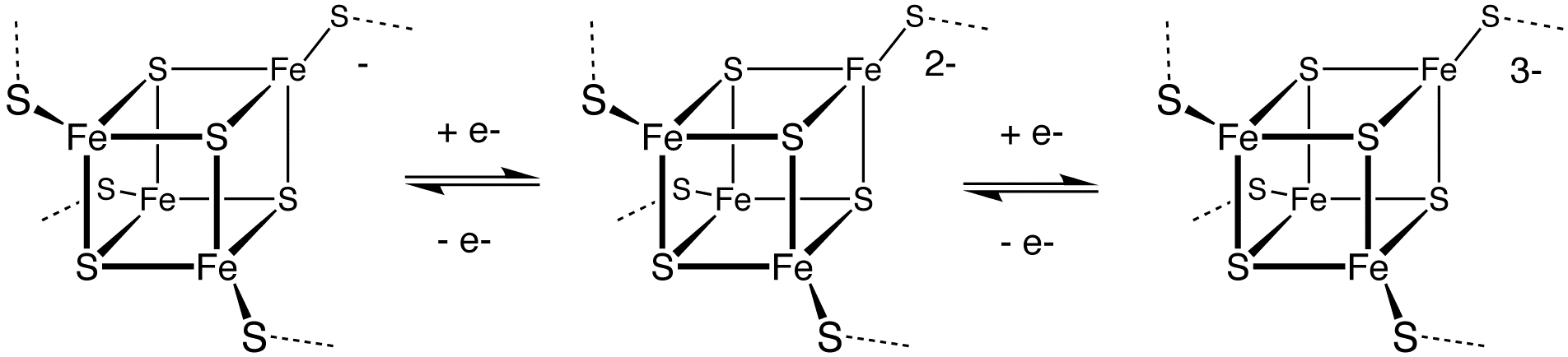
4Fe-4S簇充当蛋白质中的电子中继。

### 3Fe–4S簇
还已知蛋白质包含[Fe3S4]中心，其特征是比更常见的[Fe4S4]核心少一个铁。 三个硫化物离子分别桥接两个铁离子，而第四个硫化物桥接三个铁离子。

### 其他的Fe–S簇
更复杂的多金属系统是常见的。 例子包括固氮酶中的8Fe和7Fe簇。 一氧化碳脱氢酶和[FeFe]-氢化酶还具有不寻常的Fe–S簇。 在耐氧膜结合的[NiFe]氢化酶中发现了一个特殊的6个半胱氨酸配位的[Fe4S3]簇。

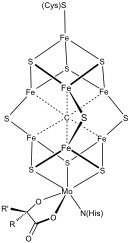
固氮酶中FeMoco簇的结构。 该簇通过半胱氨酸和组氨酸的氨基酸残基与蛋白质连接。

## 生物合成
Fe-S簇的生物合成已经被很好的研究。铁硫簇的生物发生已在大肠杆菌，葡萄曲霉和酿酒酵母这三种细菌中得到了最广泛的研究。 迄今为止，至少鉴定了三种不同的生物合成系统，即nif，suf和isc系统，它们首先在细菌中鉴定出来。 nif系统负责硝化酶中的簇。 suf和isc系统更为通用。

## 参阅
- 生物无机化学

## 深入阅读
- H. Beinert. . Journal of biological inorganic chemistry: JBIC: a publication of the Society of Biological Inorganic Chemistry. 2000-02, 5 (1): 2–15  [2019-02-12]. ISSN 0949-8257. PMID 10766431. （原始内容存档于2016-03-06）.
- H. Beinert, P. J. Kiley. . Current Opinion in Chemical Biology. 1999-04, 3 (2): 152–157  [2019-02-12]. ISSN 1367-5931. PMID 10226040. doi:10.1016/S1367-5931(99)80027-1. （原始内容存档于2016-03-05）.
- M. K. Johnson. . Current Opinion in Chemical Biology. 1998-04, 2 (2): 173–181  [2019-02-13]. ISSN 1367-5931. PMID 9667933. （原始内容存档于2016-03-04）.
- Bettina Böttcher, Sigrid Unseld, Hugo Ceulemans, Robert B. Russell, Holger Jeske. . Journal of Virology. 2004-07, 78 (13): 6758–6765  [2019-02-13]. ISSN 0022-538X. PMC 421685 . PMID 15194750. doi:10.1128/JVI.78.13.6758-6765.2004. （原始内容存档于2019-07-01）.
- Louis Noodleman, Timothy Lovell, Tiqing Liu, Fahmi Himo, Rhonda A. Torres. . Current Opinion in Chemical Biology. 2002-04, 6 (2): 259–273  [2019-02-13]. ISSN 1367-5931. PMID 12039013. （原始内容存档于2009-02-16）.
- Spiro, T.G., Ed. . New York: Wiley. 1982. ISBN 0-471-07738-0.